# Петридис, Петрос
Пе́трос Иоа́нну Петри́дис (греч. Πέτρος Ιωάννου Πετρίδης; 23 июля 1892, Каппадокия, Турция — 17 августа 1977, Афины, Греция) — греческий композитор, дирижёр и музыкальный критик. Член Афинской АН (1959), член-корреспондент Французской академии изящных искусств.

## Биография
Начальное музыкальное образование получил в Константинополе. С 1911 года изучал юриспруденцию в Париже, а в 1919 году стал брать уроки у Хуго Вольфа (теория музыки) и у Альбера Русселя (композиция). Параллельно, с 1915 года начал выступать в прессе как музыкальный критик. В 1919—1921 годах преподавал греческую литературу в Сорбонне. Выступал как симфонический дирижёр. С 1922 года жил в Греции.

## Сочинения
- опера «Зефира» (1925, Афины)
- балет «Коробейник» (1943, Афины)
- оратория «Святой Павел» (1951)
- «Византийский реквием» (1952)
- симфония № 1 (1928)
- симфония № 2 «Лирическая» (1940)
- симфония № 3 «Парижская» (1943)
- симфония № 4 «Героическая» (1945)
- симфония № 5 (1949)
- драматическая симфония «Дигенис Акритас» (1939)
- концерт для большого оркестра (1949)
- сюита «Греческая» (1929)
- сюита «Ионическая» (1932)
- концерт для 2 фортепиано с оркестром (1972)
- концерт для скрипки с оркестром (1972)